# Europa der Freiheit und der direkten Demokratie
Europa der Freiheit und der direkten Demokratie (EFDD oder EFD2, französische Abkürzung ELDD) war eine Fraktion im Europäischen Parlament in der Wahlperiode 2014 bis 2019. Sie umfasste Parteien des EU-skeptischen und rechtspopulistischen Spektrums.
Die Fraktion wurde nach der Europawahl 2014 als Nachfolgerin der Fraktion Europa der Freiheit und der Demokratie (EFD) gegründet. Am 16. Oktober 2014 wurde die EFDD aufgelöst, nachdem sie die Voraussetzung einer Fraktion nicht mehr erfüllte, und am 20. Oktober 2014 erneut gegründet. Nach der Europawahl 2019 konnte die Gruppe nicht mehr die Voraussetzungen zur Fraktionsbildung erfüllen.
Die EFDD wurde von britischen UKIP-Abgeordneten (die später zur Brexit Party wechselten) und dem italienischen MoVimento 5 Stelle (M5S) dominiert. Deutsches Mitglied war Beatrix von Storch (Alternative für Deutschland), nach ihrem Ausscheiden aus dem Parlament Jörg Meuthen. Fraktionsvorsitzender war Nigel Farage; bis zum 16. Januar 2017 war David Borrelli (M5S) Ko-Vorsitzender.

## Geschichte

### Vorgeschichte
Nach der Europawahl 2009 gründeten UKIP (zuvor IND/DEM-Fraktion) und Lega Nord (zuvor UEN-Fraktion) die Fraktion Europa der Freiheit und der Demokratie. In dieser versammelten sich die Reste von Ind/Dem und UEN, die beide nicht mehr eigenständig existieren konnten, sowie weitere erstmals ins Europaparlament gewählte EU-skeptische Parteien.
Bei der Europawahl 2014 konnten einige der bisherige EFD-Mitglieder nicht mehr ins Parlament einziehen. Zudem wechselten die SGP, die Dänische Volkspartei und die Wahren Finnen zur EKR-Fraktion; die Lega Nord kündigte an, eine neue Fraktion mit dem Front National und der FPÖ bilden zu wollen (siehe Europa der Nationen und der Freiheit).
| Wahlperiode | Wahlperiode | Name der Fraktion                           | Stärkste Partei(en) |
| ----------- | ----------- | ------------------------------------------- | ------------------- |
| 4.          | 1994–1996   | Europa der Nationen (Koordinierungsgruppe)  | MPF                 |
| 4.          | 1996–1999   | Unabhängige für das Europa der Nationen     | MPF                 |
| 5.          | 1999–2004   | Europa der Demokratien und der Unterschiede | CPNT                |
| 6.          | 2004–2009   | Unabhängigkeit/Demokratie                   | UKIP, LPR           |
| 7.          | 2009–2014   | Europa der Freiheit und der Demokratie      | UKIP, Lega Nord     |

### Konstituierung
Damit verblieben von der bisherigen EFD-Fraktion nur noch die UKIP, die Sitze hinzugewonnen hatte, und die litauische TT. Die UKIP konnte die italienische MoVimento 5 Stelle mit 17 Abgeordneten für die Fraktion gewinnen. Dazu kamen weitere kleinere erstmals ins Europaparlament eingezogene Parteien zur Fraktion. Durch den Beitritt der über die Liste der französischen Front National gewählten Joëlle Bergeron konnten die Voraussetzungen zur Fortführung der Fraktion erfüllt werden. Die Fraktion hatte zur Konstituierung 48 Mitglieder und nahm den neuen Namen „Europa der Freiheit und der direkten Demokratie“ an.
Am 30. September 2014 gründeten die Fraktionsmitglieder außer der M5S die Europapartei Alliance for Direct Democracy in Europe (ADDE) und die Initiative for Direct Democracy in Europe als Parteinahe Stiftung.

### Auflösung und Neugründung
Am 16. Oktober 2014 wurde die EFDD-Fraktion aufgelöst, nachdem durch den Austritt von Iveta Grigule (LZS, Lettland) die Voraussetzung, dass Mitglieder aus mindestens sieben Mitgliedstaaten in einer Fraktion sein müssen, nicht mehr erfüllt war. Am 20. Oktober wurde die Fraktion neu konstituiert, nachdem Robert Iwaszkiewicz vom polnischen Kongres Nowej Prawicy seinen Beitritt zur Fraktion erklärt hatte.

### Aus- und Eintritte nach der Neugründung 2014
Der Litauer Valentinas Mazuronis (TT) wechselte im März 2015 zur ALDE-Fraktion.

#### Austritte von UKIP-Mitgliedern
Wie in den Wahlperioden zuvor verlor die UKIP während der Periode mehrere Abgeordnete. Im Januar 2015 wurde Amjad Bashir aus der UKIP ausgeschlossen und wechselte in der Folge zur EKR-Fraktion.
Im März 2015 wurde Janice Atkinson aus der UKIP ausgeschlossen. Sie trat im Juni 2015 aus der EFDD aus und ermöglichte die Gründung der Front-National-dominierten Fraktion Europa der Nationen und der Freiheit.
Der UKIP-Abgeordnete Steven Woolfe trat nach einer tätlichen Auseinandersetzung mit einem UKIP-Kollegen im Europäischen Parlament im Oktober 2016 aus UKIP und aus der Fraktion aus. Im November 2016 trat zudem die ehemalige UKIP-Vorsitzende Diane James aus. Jonathan Arnott verließ am 19. Januar 2018 die Partei und begründete diesen mit dem Rechtsruck der Partei. Er verblieb aber in der Fraktion.
Mit James Carver verließ am 27. Mai 2018 ein weiteres UKIP-Mitglied Partei und Fraktion.
Im Herbst 2018 verließen elf UKIP-Abgeordnete die Partei, verblieben aber in der Fraktion – unter ihnen der Fraktionsvorsitzende und UKIP-Mitgründer Nigel Farage. Hintergrund war der Rechtsruck der Partei unter dem neuen Vorsitzenden Gerard Batten, der – laut Bill Etheridge – die UKIP zur „Plattform für Hass gegen Muslime und gegen Schwulen und Lesben entwickelt“ habe. Farage erklärte am 4. Dezember 2018, die Partei zu verlassen, nachdem ein Misstrauensantrag seinerseits gegen Batten gescheitert war. Schließlich verließen Batten, später auch Agnew und Collins die Fraktion und schlossen sich der ENF an, ebenso verließ Mike Hookem die Fraktion. Im Gegenzug traten Diane James und James Carver der Fraktion wieder bei. Farage und sieben weitere Abgeordnete schlossen sich der The Brexit Party an, um im Falle einer Verschiebung oder Absage des Brexit zur Europawahl anzutreten.

#### Alternative für Deutschland
Am 8. April 2016 trat die AfD-Abgeordnete Beatrix von Storch der EFDD bei. Sie gehörte zuvor der EKR-Fraktion an; ihrer Partei war nach Äußerungen zum Schusswaffengebrauch an den Grenzen von der EKR-Fraktionsführung nahegelegt worden, die Fraktion zu verlassen, andernfalls werde über einen Ausschluss der AfD-Abgeordneten abgestimmt. Storch begründete den Fraktionswechsel mit einem „irreparabel beschädigt[en]“ Verhältnis zur Fraktionsführung, dem Wunsch, einem Ausschluss zuvorzukommen, und der Bedeutung des „britischen Referendum[s] über den Verbleib in der EU“. Nach der Bundestagswahl 2017 wechselte Storch in den Bundestag. Ihr Nachrücker, ehemaliger AfD-Parteisprecher Jörg Meuthen, schloss sich ebenfalls der EFDD an. Er kündigte an, innerhalb der EFDD am Aufbau einer neuen Fraktion nach der Europawahl 2019 arbeiten zu wollen.

#### Fehlgeschlagener Fraktionswechsel der M5S
Im Januar 2017 erklärte Beppe Grillo, Parteichef der M5S, nach dem Brexit-Beschluss hätten UKIP und M5S keine gemeinsamen Ziele mehr. In einer Onlinebefragung sprachen sich 80 % der Mitglieder der M5S für einen Wechsel der 17 M5S-Abgeordneten zur liberalen ALDE-Fraktion aus. Grillo und ALDE-Fraktionsvorsitzender Guy Verhofstadt arbeiteten ein entsprechendes Papier über gemeinsame Ziele von ALDE und M5S aus. Der Wechsel scheiterte jedoch am Widerstand der Mehrheit der ALDE-Abgeordneten auf Grund der europaskeptischen Haltung von M5S. M5S verblieb in der EFDD, nachdem Grillo die Bedingungen Nigel Farages dafür akzeptierte; unter anderem musste der Co-Fraktionsvorsitzende David Borrelli (M5S), der Chefunterhändler in der Verhandlung mit Verhofstadt war, am 16. Januar 2017 sein Amt aufgeben. In der Folge verließen mit Marco Affronte – zur Grünen/EFA-Fraktion – und Marco Zanni – zur ENF-Fraktion – zwei M5S-Abgeordnete die Fraktion.
Am 13. Februar 2018 verließ der ehemalige Fraktionsvorsitzende David Borrelli die Fraktion.

#### Beitritt ehemaliger FN/RN-Abgeordneter
Neben Gründungsmitglied Joëlle Bergeron schlossen sich im Laufe der Jahre 2017 und 2018 sechs weitere Abgeordnete der EFDD an, die über die Liste des Front National (FN) gewählt wurden. Frankreich stellt damit inzwischen nach dem Vereinigten Königreich und Italien die drittgrößte Landesgruppe.
Am 4. Oktober 2017 traten, geführt vom ehemaligen FN-Vize Florian Philippot, drei Abgeordnete zur EFDD über. Sie gründeten die Partei Les Patriotes. Ihnen folgte am 18. April 2018 Aymeric Chauprade, der zudem stellvertretender Fraktionsvorsitzender wurde. Am 29. Mai 2018 trat Bernard Monot bei, der sich zudem der Partei Debout la France (DLF) anschloss. Sophie Montel verließ im Juli 2018 die Partei Les Patriotes, nachdem sie Philippot der Unterschriftenfälschung beschuldigt hatte. Im September 2018 verließ sie auch die Fraktion.
Am 20. Oktober 2018 trat mit Sylvie Goddyn eine weitere ehemalige Abgeordnete des inzwischen in Rassemblement National umbenannten Front National von der ENF zur EFDD über. Sie hatte zuvor Unterstützung für die Liste Les Amoureux de la France der DLF erklärt und wurde aus der Partei ausgeschlossen.

#### Schwedendemokraten
Die beiden Abgeordneten der Schwedendemokraten traten Anfang Juli 2018 zur EKR-Fraktion über.

### Europawahl 2019
Bei der Europawahl 2019 konnten die Parteien der EFDD 54 Mandate erringen, zwölf mehr als am Ende der Wahlperiode. Dabei erreichte die Brexit Party 29 Sitze (+15 im Vergleich zum Stand vor der Wahl), die Fünf-Sterne-Bewegung 14 Mandate (±0) und die AfD 11 Sitze (+10). Die restlichen Parteien der EFDD konnten dagegen keine Mandate gewinnen. Die AfD hatte zudem bereits vor der Wahl den Beitritt zur Nachfolgefraktion der ENF beizutreten (Identität und Demokratie). Die EFDD erfüllt daher nicht mehr die Voraussetzung von Mitgliedern aus sieben Ländern. Der Fraktionsvorsitzende Farage kündigte zwar an, die Fraktion mit neuen Mitgliedern weiterführen zu wollen, dies passierte jedoch nicht. Sowohl UKIP als auch M5S blieben fraktionslos.

## Mitglieder
Mitglieder der Fraktion in der Wahlperiode 2014 bis 2019 (während der Legislaturperiode ausgeschiedene Mitglieder sind kursiv gesetzt):
| Land                   | Nationale Partei                           | Anzahl | Anzahl | Abgeordnete | Europapartei                                                     |
| Land                   | Nationale Partei                           | 2014   | 2019   | Abgeordnete | Europapartei                                                     |
| ---------------------- | ------------------------------------------ | ------ | ------ | --- | ---------------------------------------------------------------- |
| Deutschland            | Alternative für Deutschland (AfD)          | –      | 01     | Beatrix von Storch (8. April 2016 bis 23. Oktober 2017), Jörg Meuthen (seit 8. November 2017) | ADDE (ab 2016) *                                                 |
| Frankreich             | parteilos (gewählt für FN)                 | 01     | 01     | Joëlle Bergeron | ADDE *                                                           |
| Frankreich             | Les Patriotes (gewählt für FN)             | –      | 02     | Mireille d’Ornano, Florian Philippot (beide seit 4. Oktober 2017), Sophie Montel (4. Oktober 2017 bis 12. September 2018, ab 6. Juli 2018 parteilos) | –                                                                |
| Frankreich             | Les Français Libres (gewählt für FN)       | –      | 01     | Aymeric Chauprade (seit 18. April 2018) | –                                                                |
| Frankreich             | Debout la France (gewählt für FN)          | –      | 02     | Bernard Monot (seit 29. Mai 2018), Sylvie Goddyn (seit 20. Oktober 2018) | –                                                                |
| Italien                | MoVimento 5 Stelle (M5S)                   | 17     | 14     | Isabella Adinolfi, Marco Affronte (bis 10. Januar 2017), Laura Agea, Daniela Aiuto, Tiziana Beghin, David Borrelli (bis 12. Februar 2018), Fabio Massimo Castaldo, Ignazio Corrao, Rosa D’Amato, Eleonora Evi, Laura Ferrara, Giulia Moi, Piernicola Pedicini, Dario Tamburrano, Marco Valli, Marco Zanni (bis 10. Januar 2017), Marco Zullo | –                                                                |
| Lettland               | Latvijas Zemnieku savienība (LZS)          | 01     | –      | Iveta Grigule (bis 16. Oktober 2014) | EUD *                                                            |
| Litauen                | Šaukiu aš tautą (gewählt für TT)           | 02     | 01     | Rolandas Paksas (bis Herbst 2018 TT) | ADDE *                                                           |
| Litauen                | Tvarka ir teisingumas (TT)                 | 02     | –      | Valentinas Mazuronis (bis 18. Mai 2015) | ADDE *                                                           |
| Polen                  | Wolność (KORWiN, gewählt für KNP)          | –      | 01     | Robert Iwaszkiewicz (seit 20. Oktober 2014) | ADDE *, AEMN (seit 2017)                                         |
| Schweden               | Schwedendemokraten (SD)                    | 02     | –      | Peter Lundgren, Kristina Winberg (beide bis 2. Juli 2018) | ADDE *                                                           |
| Tschechien             | Strana svobodných občanů (SSO)             | 01     | 01     | Petr Mach (bis 31. August 2017), Jiří Payne (seit 5. September 2017) | ADDE *                                                           |
| Vereinigtes Königreich | Brexit Party (gewählt für UKIP)            | –      | 014    | Nigel Farage, Nathan Gill, Tim Aker, David Coburn, Julia Reid (alle bis Dezember 2018 UKIP) Jonathan Bullock (am 1. August 2017 nachgerückt für Helmer, bis Dezember 2018 UKIP), Bill Etheridge (bis Oktober 2018 UKIP, bis Februar 2019 Libertarian Party, alle ab Februar 2019 Brexit Party), Paul Nuttall (bis Dezember 2018 UKIP, ab Februar 2019 Brexit Party), Diane James (20. November 2016 bis 12. Dezember 2018 fraktionslos, bis November 2016 UKIP, ab März 2019 Brexit Party), Ray Finch, Margot Parker, Jill Seymour (alle bis April 2019 UKIP, dann Wechsel zur Brexit Party), Jonathan Arnott (bis Januar 2018 UKIP, dann fraktionslos, ab April 2019 Brexit Party), Jane Collins (bis April 2019 UKIP, Januar 2019 Wechsel zur ENF, April 2019 Wechsel zur Brexit Party und Rückkehr zur EFDD) | ADDE (bis zu 20 Mitglieder) *, EAF (zwei Mitglieder seit 2016) * |
| Vereinigtes Königreich | UK Independence Party (UKIP)               | 24     | –      | Amjad Bashir (bis 22. Januar 2015), Steven Woolfe (bis 23. Oktober 2016), Roger Helmer (bis 31. Juli 2017, ausgeschieden), Gerard Batten (bis 7. Dezember 2018), Stuart Agnew (bis 15. Januar 2019), Mike Hookem (bis 16. Januar 2019) | ADDE (bis zu 20 Mitglieder) *, EAF (zwei Mitglieder seit 2016) * |
| Vereinigtes Königreich | parteilos (gewählt für UKIP)               | –      | 03     | William Dartmouth (bis September 2018 UKIP), Louise Bours (bis November 2018 UKIP), James Carver (28. Mai 2018 bis 9. Januar 2019 fraktionslos, bis Mai 2018 UKIP), Janice Atkinson (März 2015 aus UKIP ausgeschlossen, bis 14. Juni 2015 EFDD) | ADDE (bis zu 20 Mitglieder) *, EAF (zwei Mitglieder seit 2016) * |
| Vereinigtes Königreich | Social Democratic Party (gewählt für UKIP) | –      | 01     | Patrick O’Flynn (bis November 2018 UKIP) | ADDE (bis zu 20 Mitglieder) *, EAF (zwei Mitglieder seit 2016) * |
| Gesamt                 |                                            | 48     | 42     | |                                                                  |